# Zmarli w roku 1805
Lista osób zmarłych w 1805:

## marzec 1805
- 14 marca – Stanisław Szczęsny Potocki, polityk polski o orientacji prorosyjskiej, jeden z przywódców konfederacji targowickiej[1]
- 24 marca – Alojzy I, książę Liechtensteinu[2]

## maj 1805
- 9 maja – Friedrich Schiller, niemiecki poeta, filozof i dramaturg[3]
- 28 maja – Luigi Boccherini, włoski kompozytor i wiolonczelista[4]

## czerwiec 1805
- 27 czerwca – Johann Schultz, niemiecki filozof, matematyk i duchowny luterański[5]

## październik 1805
- 21 października – Horatio Nelson, admirał brytyjski dowodził pod Trafalgarem flotą brytyjską[6]